# Office du Reich à l'Alimentation
L'office du Reich à l'Alimentation (en allemand : Reichsernährungsamt) était l'office chargé de la politique alimentaire et agricole de l'Empire allemand. Il avait son siège à Berlin.

## Histoire
L'office a été créé le 22 mai 1916, en pleine guerre mondiale, à l'initiative du Bundesrat. Détaché du secrétariat d'État impérial de l'Intérieur, le responsable de l'office porte le titre de président puis de « secrétaire d'État » placé sous la tutelle du chancelier du Reich. Il s'agit donc d’une administration impériale et non d'un « ministère ».
À la suite de la révolution allemande de 1918-1919, l'office fut intégré au ministère de l'Alimentation et de l'Agriculture du Reich créé le 13 février 1919.

## Secrétaires d'État
| Secrétaire d'État à l'office du Reich à l'Alimentation |                  |                 |
| Nom                                                    | Fin              | Fin             |
| Adolf Tortilowicz von Batocki-Friebe                   | 22 mai 1916      | 6 août 1917     |
| Wilhelm von Waldow                                     | 6 août 1917      | 9 novembre 1918 |
| Emanuel Wurm                                           | 14 novembre 1918 | 13 février 1919 |

## Sources
- (de) Cet article est partiellement ou en totalité issu de l’article de Wikipédia en allemand intitulé « Reichsernährungsamt » (voir la liste des auteurs).